# Kená (guvernorát)
Guvernorát Kená (arabsky محافظة قنا) je egyptský guvernorát, ležící v jižní části země. Rozprostírá se v údolí podél řeky Nil. Jeho hlavním městem je Kená.

## Osobnosti
- Umar Sulajmán (1936–2012) – egyptský diplomat, politik a voják